# Korkówkowate
Korkówkowate (Phelloriniaceae Ulbr.) – rodzina grzybów znajdująca się w rzędzie pieczarkowców (Agaricales). W 10 edycji Dictionary of the Fungi brak takiej rodziny, a zaliczany do niej rodzaj Podoloma to synonim rodzaju Dictyocephalos z rodziny pieczarkowatych.

## Systematyka
Według Index Fungorum bazującego na Dictionary of the Fungi Phelloriniaceae to takson monotypowy z jednym tylko rodzajem i jednym gatunkiem:
- rodzaj Podoloma Clem. 1909
  - gatunek Podoloma artinii (Henn.) Clem. 1909[2].